# П'ятихатська міська територіальна громада
П'ятихатська міська територіальна громада — територіальна громада в Україні, в Кам'янському районі Дніпропетровської області. Адміністративний центр — місто П'ятихатки.
Площа громади — 988,6 км², населення — 31 600 осіб (2020).
Утворена 25 жовтня 2020 року шляхом об'єднання П'ятихатської міської ради, Богдано-Надеждівської, Виноградівської, Жовтянської, Зорянської, Івашинівської, Пальмирівської сільських рад П'ятихатського району.

## Населені пункти
До складу громади входять 1 місто, П'ятихатки, 25 сіл: Богдано-Надіївка, Веселий Поділ, Виноградівка, Дмитрівка, Жовте, Жовтоолександрівка, Запоріжжя, Зелений Луг, Івашинівка, Калинівка, Касинівка, Красна Воля, Красний Луг, Культура, Миролюбівка, Нововасилівка, Новозалісся, Осикувате, Пальмирівка, Петрівка, Полтавобоголюбівка, Ровеньки, Суханівка, Трудолюбівка, Чистопіль; і 5 селищ: Авангард, Вершинне, Зелене, Зоря, і Мирне.